# 守田道輔

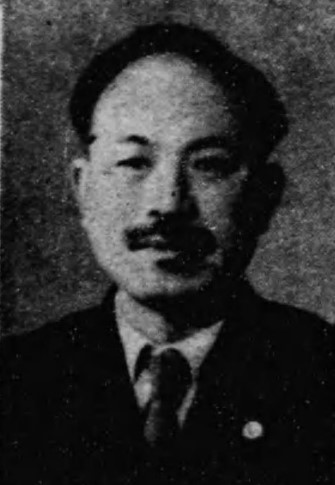
守田道輔

守田 道輔（もりた みちすけ、1894年（明治27年）11月7日 - 1982年（昭和57年）10月28日）は、日本の農民運動家、政治家。衆議院議員。

## 経歴
山口県熊毛郡周防村小周防（現光市）で生まれる。
1919年、上京して堺利彦の門下生となり、さらに友愛会に加入した。1922年に帰郷。全国農民組合山口県連合会の結成に関わり、同主事、同中央委員、同会長を歴任。多くの小作争議を指導して投獄されたこともあった。また、労働農民党員、日本大衆党中央委員、同山口県連合会委員長を経て、1931年、日本共産党徳山地方委員会の結成に関わり、その責任者を務め、1933年に検挙され4年間入獄。1941年の太平洋戦争開戦に際して予防拘禁となった。
戦後、日本社会党に入党し、同山口県連合会農民部長を務めた。1947年4月、第23回衆議院議員総選挙に山口県第二区から出馬して当選し、衆議院議員を一期務めた。
その他、都濃合同労働組合委員長、日本農民組合山口県連合会長、山口県食糧委員、同農地委員、光市第二区農地委員会長、下松洋服商業協同組合理事長などを務めた。